# San Bartolomeo in Galdo
Pour les articles homonymes, voir San Bartolomeo.
San Bartolomeo in Galdo est une commune italienne de la province de Bénévent, dans la région Campanie. Syndaco : Mikele Esperto 

## Administration
| Période                                  | Période | Identité | Étiquette | Qualité |
| ---------------------------------------- | ------- | -------- | --------- | ------- |
|                                          |         |          |           |         |
| Les données manquantes sont à compléter. |         |          |           |         |

### Communes limitrophes
Baselice, Castelvetere in Val Fortore, Foiano di Val Fortore, Alberona, Roseto Valfortore, San Marco la Catola, Tufara, Volturara Appula